# Xabier Castillo
Xabier Castillo Aranburu (Durango, 29 marzo 1986) è un ex calciatore spagnolo, di ruolo difensore.